# Yamashiro (Schiff, 1917)
Die Yamashiro (jap. 山城) war ein Schlachtschiff der kaiserlich-japanischen Marine. Benannt war das Schiff nach der historischen Provinz Yamashiro im südlichen Teil der heutigen Präfektur Kyōto.
Sie und ihr Schwesterschiff Fusō waren Japans erste „Super-Dreadnoughts“.

## Geschichte

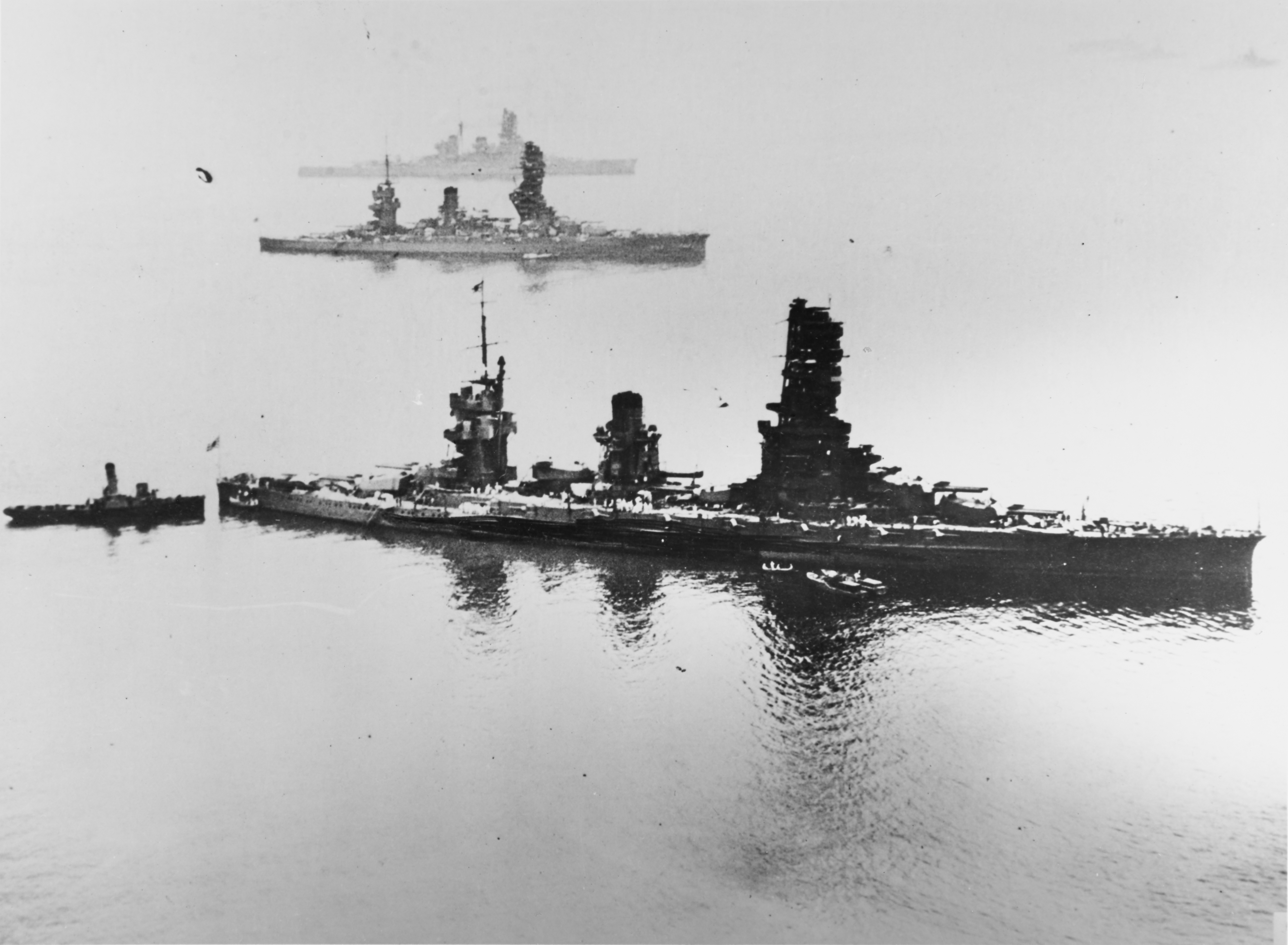
Die Yamashiro in der Bucht von Tokyo. Hinter ihr liegen die Fusō und die Haruna. In der Ferne sind noch zwei Kreuzer und ein Flugzeugträger zu erkennen.

Während die Geldmittel für die Fusō 1911 bewilligt wurden, konnte die Erlaubnis für den Bau der Yamashiro erst 1913 erteilt werden.
Die Yamashiro wurde am 20. November 1913 auf Kiel gelegt. Der Stapellauf war am 3. November 1915, und die Kaiserlich Japanische Marine konnte das Schlachtschiff am 31. März 1917 in Dienst stellen. Die beiden Schiffe der Fusō-Klasse trugen jeweils sechs schwere 35,60-cm-Zwillingstürme, jeweils zwei Türme vorne und achtern überhöht und zwei Türme im Mittelschiff. Die Originalmaschinen waren vier Brown-Curtiss-Turbinen, die aus 24 Mijabara-Kesseln 40.000 PS auf die vier Schrauben brachten. Das reichte für eine Geschwindigkeit von 23 Knoten.

### Modernisierung
Da auf den internationalen Flottenkonferenzen von Washington (1922) und London (1930) ein Moratorium für den Neubau von Großkampfschiffen bis 1936 vereinbart worden war, wurden sämtliche Großkampfschiffe der japanischen Marine umgebaut und modernisiert. Die Schiffe der Fusō-Klasse wurden dabei über das Heck um 7,60 m verlängert. Durch den Anbau von Torpedowulsten wuchs die Breite des Schlachtschiffs um vier Meter an. Die horizontale Panzerung wurde von 32 bis 51 mm auf 51 bis 98 mm verstärkt. Die Höhenrichtwinkel der schweren Artillerie wurden von 30° auf 43° und die der Mittelartillerie von 15° auf 30° gesteigert. Die seitlichen Unterwasser-Torpedorohre wurden wegen des Wulstanbaus entfernt.
Die 24 alten kohlebeheizten Mijabara-Kessel wurden durch sechs neue Kanpon-Kessel und die vier Brown-Curtiss-Turbinen durch vier Kanpon-Turbinen ersetzt. Durch die neue platzsparendere Antriebsanlage konnte die Antriebsleistung auf 76.889 PS gesteigert werden. Damit erreichte die Yamashiro dann eine Geschwindigkeit von 24,75 Knoten.
Dieser Totalumbau veränderte das Aussehen der Fusō-Klasse erheblich. Der vordere Schornstein fiel weg, und sie erhielten einen neuen pagodenförmigen Turmmast. Auf der Yamashiro nahm dieser Turmmast durch einen Anbau mehr Platz in Anspruch als auf der Fusō. Dadurch zeigte der Turm C der Yamashiro in Zurrstellung achteraus. Das Katapult war bei der Yamashiro auf der Steuerbordschanz angeordnet, während es sich bei der Fusō zunächst auf Turm C befand und erst 1941 ebenfalls aufs Achterschiff verlegt wurde. Der Gürtelpanzer, der an den Schiffsseiten den Schutz vor Flachbahnfeuer und Torpedoangriffen verstärken sollte, war bei der Yamashiro gegenüber ihrem Schwesterschiff verlängert worden und schützte jetzt auch den Rudermaschinenraum.

### Pazifikkrieg
Beide Schiffe nahmen am Zweiten Weltkrieg teil. Während der Midway-Operationen waren Fusō und Yamashiro als Fernsicherung der Aleuten-Landungen eingesetzt. In den ersten Kriegsjahren beschränkten sich die Aufgaben der Yamashiro, die als zu langsam für den Einsatz mit schnellen Flugzeugträgern galt, auf die Ausbildung von Rekruten und die Durchführung und Sicherung von Truppentransporten. Erst als die Front 1943/44 näher rückte und die Masse der japanischen Flugzeugträgerflotte bei Midway und den Marianen vernichtet worden war, wurden die Yamashiro und Fusō, entsprechend den japanischen Möglichkeiten, aufgerüstet. Die Yamashiro erhielt ein Luft-, ein Oberflächensuchradar sowie ein einfaches Feuerleitradar. Dazu wurde eine frühe Form eines auf Infrarotlicht basierenden Freund-/Feinderkennungssystems installiert. Die Flugabwehrbewaffnung wurde drastisch verstärkt.

#### Schlacht in der Surigaostraße
Yamashiro und Fusō waren der Kern von Nishimuras Verband, der am frühen Morgen des 25. Oktobers 1944 in der Straße von Surigao auf einen Sicherungsverband aus US-Schlachtschiffen, Kreuzern, Zerstörern und Schnellbooten traf.
In der Nacht gelang es zunächst, mehrere Angriffe von amerikanischen Schnellbooten und Zerstörern abzuweisen. Die Yamashiro versenkte dabei das US-Schnellboot PT-493, wurde aber von zwei Torpedos von US-Zerstörern getroffen. Durch das genaue Lagebild, das ihnen ihre Radarortung vermittelte, gelang es den Amerikanern aber, ihre eigene Flotte so zu sammeln, dass sie um kurz vor 4:00 Uhr morgens mit acht Kreuzern und fünf Schlachtschiffen und mehreren Zerstörern konzentriertes Feuer auf die Yamashiro eröffnen konnten. Ihr Schwesterschiff Fusō war zu diesem Zeitpunkt bereits gesunken. Die Yamashiro wurde aus der Dunkelheit heraus von mehreren hundert Granaten verschiedener Kaliber getroffen und musste abdrehen. Da die amerikanische Feuerleitung auf Radar basierte und keinen Sichtkontakt erforderte, konnte sich die Yamashiro, die über kein so effektives System verfügte, nicht wirkungsvoll verteidigen. 20 Minuten später versank das brennende Wrack nach zwei weiteren Torpedotreffern von US-Zerstörern auf der Position 10° 22′ 20″ N, 125° 21′ 20″ O. Elf japanische Seeleute überlebten den Untergang des Schiffes. Weitere Überlebende weigerten sich, von den Amerikanern aus dem Wasser gezogen zu werden, oder fielen später Eingeborenen auf den umliegenden Inseln zum Opfer. Diese eingerechnet starben etwa 1.300 Besatzungsmitglieder der Yamashiro.
Die Yamashiro war das letzte Schlachtschiff, das als Folge eines Artilleriegefechtes mit anderen Schlachtschiffen versenkt wurde.

## Wrack
Das Wrack wurde am 23. November 2017 vom Forschungsschiff Petrel in der Straße von Surigao auf einer Tiefe von 191 Metern entdeckt.

## Liste der Kommandanten
| Nr. | Name                                            | Beginn der Amtszeit | Ende der Amtszeit  | Bemerkungen                                                       |
| --- | ----------------------------------------------- | ------------------- | ------------------ | ----------------------------------------------------------------- |
| -   | Kapitän zur See Shitsuda Teiichiro              | 1. April 1916       | 1. Dezember 1916   | mit der Baubelehrung betraut                                      |
| 1.  | Kapitän zur See Nakajima Suketomo               | 31. März 1917       | 1. Dezember 1917   | seit 1. Dezember 1916 mit der Baubelehrung betraut                |
| 2.  | Kapitän zur See Kato Yujiro                     | 1. Dezember 1917    | 20. November 1919  |                                                                   |
| 3.  | Kapitän zur See Ouchida Morishige               | 20. November 1919   | 20. November 1920  |                                                                   |
| 4.  | Kapitän zur See Masuda Koichi                   | 20. November 1920   | 20. November 1921  |                                                                   |
| 5.  | Kapitän zur See Koyama Takeshi                  | 20. November 1921   | 1. Juli 1922       |                                                                   |
| 6.  | Kapitän zur See Takahashi Setsuo                | 1. Juli 1922        | 10. November 1922  |                                                                   |
| 7.  | Kapitän zur See Torisaki Yasuzo                 | 10. November 1922   | 1. Dezember 1923   |                                                                   |
| 8.  | Kapitän zur See Takahashi Ritsuto               | 1. Dezember 1923    | 1. Dezember 1924   |                                                                   |
| 9.  | Kapitän zur See Ominato Naotaro                 | 1. Dezember 1924    | 1. Dezember 1925   |                                                                   |
| 10. | Kapitän zur See Ijichi Kiyohiro                 | 1. Dezember 1925    | 1. Dezember 1926   |                                                                   |
| 11  | Kapitän zur See Mashiko Rokuya                  | 1. Dezember 1926    | 1. März 1927       |                                                                   |
| 12. | Kapitän zur See Terajima Ken                    | 1. März 1927        | 1. Dezember 1927   |                                                                   |
| 13. | Kapitän zur See Torin Iwajiro                   | 1. Dezember 1927    | 10. Dezember 1928  |                                                                   |
| 14. | Kapitän zur See Toyoda Teijirō                  | 10. Dezember 1928   | 5. Oktober 1929    |                                                                   |
| 15. | Kapitän zur See Iwamura Kanekoto                | 5. Oktober 1929     | 30. November 1929  |                                                                   |
| 16. | Kapitän zur See Komaki Wasuke                   | 30. November 1929   | 1. Dezember 1930   |                                                                   |
| 17. | Kapitän zur See Teramoto Takeji                 | 1. Dezember 1930    | 1. Dezember 1931   |                                                                   |
| 18. | Kapitän zur See Masaki Katsuji                  | 1. Dezember 1931    | 1. Dezember 1932   |                                                                   |
| 19. | Kapitän zur See Kasuya Soichi                   | 1. Dezember 1932    | 15. November 1933  |                                                                   |
| 20. | Kapitän zur See Kojima Kentaro                  | 15. November 1933   | 15. November 1934  |                                                                   |
| 21. | Kapitän zur See Nagumo Chūichi                  | 15. November 1934   | 15. November 1935  |                                                                   |
| 22. | Kapitän zur See Okuma Masakichi                 | 15. November 1935   | 1. Dezember 1936   |                                                                   |
| 23. | Kapitän zur See Kobayashi Masami                | 1. Dezember 1936    | 20. Oktober 1937   |                                                                   |
| 24. | Kapitän zur See Abe Kasuke                      | 20. Oktober 1937    | 15. November 1938  |                                                                   |
| 25. | Kapitän zur See Kakuta Kakuji                   | 15. November 1938   | 15. September 1939 |                                                                   |
| 26. | Kapitän zur See Gotō Aritomo                    | 1. November 1939    | 15. November 1939  | seit 15. September 1939 mit der Wahrnehmung der Geschäfte betraut |
| 27. | Kapitän zur See Hara Teizo                      | 15. November 1939   | 15. Oktober 1940   |                                                                   |
| 28. | Kapitän zur See Ogata Masaki                    | 15. Oktober 1940    | 24. Mai 1941       |                                                                   |
| 29. | Kapitän zur See Obata Chozaemon                 | 24. Mai 1941        | 1. September 1942  |                                                                   |
| 30. | Kapitän zur See Owada Noboru                    | 1. September 1942   | 1. März 1943       |                                                                   |
| 31. | Kapitän zur See Hayakawa Mikio                  | 1. März 1943        | 2. August 1943     |                                                                   |
| 32. | Kapitän zur See Hisamune Yonejiro               | 2. August 1943      | 25. Dezember 1943  |                                                                   |
| 33. | Kapitän zur See/Konteradmiral Tawara Yoshioki   | 25. Dezember 1943   | 5. Mai 1944        | im Dienst eines natürlichen Todes verstorben                      |
| 34. | Kapitän zur See/Konteradmiral Shinoda Katsukiyo | 6. Mai 1944         | 25. Oktober 1944   | mit dem Schiff untergegangen                                      |